# 19419 Pinkham
19419 Pinkham este o planetă minoră (asteroid), cu un diametru de 3,63 km, din centura de asteroizi. A fost descoperită pe 20 martie 1998 la Experimental Test Site⁠(d) de Lincoln Near-Earth Asteroid Research. 
Obiectul prezintă o orbită caracterizată de o semiaxă mare de 2,3047586 UAi, o excentricitate de 0,1, o înclinație de 7,82863 ° în raport cu ecliptica.